# The Seekers (strip)
The Seekers is een Britse stripreeks, van Les Lilley (scenario) en John Burns (tekeningen). Het was een avonturenstrip met vaak schaarsgeklede vrouwen. De krantenstrip begon in 1966 in de Daily Sketch. De tekenstijl was verwant aan die van Jim Holdaway voor de strip Modesty Blaise. Deze stripreeks werd in mei 1971 stopgezet.

## Inhoud
De rondborstige Suzanne Dove en haar knappe, blonde partner Jacob vormen The Seekers. Als speciaal agenten werken ze voor het Missing Persons Bureau, geleid door Una Frost. Samen lossen ze de moeilijkste zaken op.